# Архиепископ кипарски Хризостом II
Архиепископ Хризостом II (грч. Αρχιεπίσκοπος Χρυσόστομος, рођ. Иродотос Димитриу-Енглистриотис, грч. Ηρόδοτος Δημητρίου Εγκλειστριώτης; Тала, 10. април 1941 — Никозија, 7. новембар 2022) — епископ Кипарске православне цркве и архиепископ ( 2006-2022) са титулом „Његово Блаженство Архиепископ Нове Јустинијане и целог Кипра“.

## Биографија
Рођен је 10. априла 1941. у селу Тала у близини града Пафос (тада Британски Кипар).
По завршетку гимназије ступио је као искушеник у манастир Светог Неофита.
Истовремено је студирао у Гимназији Пафски, где је дипломирао 1963. године.
3. новембра исте године, епископ тримифунтски Георгије (Павлидис) је рукоположен у ђакона. Пет година вршио је послушање декана манастира.
Од 1968. студирао је на теолошком факултету Атинског универзитета, где је дипломирао 1972. године.
19. октобра 1972. године изабран је за игумана манастира Светог Неофита.
12. новембра исте године архиепископ Макарије III је посвећен у чин презвитера и потврђен за игумана.
25. фебруара 1978. изабран је за митрополита пафоског; сутрадан је посвећен за епископа и уздигнут у чин митрополита.
Он је 22. децембра 2000 године у име Кипарске Православне Цркве присуствовао сахрани Патријарха јерусалимског Диодора у Саборној цркви Јерусалимске Патријаршије Светих равноапостолних Константина и Јелене.
Године 2004. успротивио се плану УН за поновно уједињење Кипра. Након тога је приметио: „Народ Кипра је схватио ову претњу и одбацио Ананов план који су предложиле УН за решавање кипарског проблема, који је подразумевао уништење наше државе и безусловну предају окупаторским снагама“. Став митрополита Хризостома био је у основи преточено у саопштење Светог Синода Кипарске Православне Цркве.
Вршилац дужности настојатеља Архијерејског трона је од септембра 2006. године, када је умро архиепископ Хризостом I, који није могао да обавља своју дужност још од 2002. године због старости (рођен 1927. године), повреде главе и Алцхајмерове болести.
5. новембра 2006. године, после мање расправе, већином гласова у општем гласању бирача из реда епископа, свештенства и лаика, изабран је за архиепископа Нове Јустинијане и целог Кипра.
Устоличење је обављено 12. новембра 2006. године у Саборном храму Светог Јована у Никозији.
За време Архиепископа Хризостома II, 2007. године донета је историјска одлука о проширењу састава Светог синода. Митрополије и епископије које су заблистале у антици су обновљене, а формиране су нове. Међу њима су метрополе Констанс и Амохост, Кик и Тилирија, Тамас и Оринис, Тримифунтс, као и хороепископије: Карпасија, Арсиноис, Амафунт.
13. септембра 2010. године, Свети Синод Кипарске Православне Цркве, на свечаном састанку одржаном у присуству председника Димитриса Христофијаса и других представника власти Републике Кипар, званично је одобрио нови Устав Цркве .
Архиепископ Хризостом II је често давао оштре изјаве против кипарске владе, која није била у стању да реши питање окупације Северног Кипра.
У марту 2013. године, током конфискаторске банкарске реформе коју су диктирали европске власти на Кипру, изразио је спремност да сву имовину Цркве пренесе на државу, изјаснио се као присталица превременог изласка земље из еврозоне и оценио да је улазак Кипра у Европску унију историјска грешка.
Архиепископу Хризостому је 2019. године дијагностикован рак јетре. 27. јануара 2020. године отишао је на лечење у Сједињене Америчке Државе, где је 31. јануара оперисан у медицинском центру Шарлот, а 2. фебруара је могао да присуствује литургији у тамошњој грчкој катедрали. Архиепископ се 6. фебруара вратио на Кипар.
Упокојио се 7. новембра 2022. године и сахрањен је 12. новембра у Саборном храму апостола Варнаве у Никозији, где су сахрањени кипарски архиепископи. Опело је предводио васељенски патријарх Вартоломеј.

## Односи са Московском патријаршијом
У јуну 2007. године, у интервјуу италијанском часопису Л'Еспрессо, он је најавио своју намеру да омогући сусрет Патријарха московског и целе Русије Алексија II и папе Бенедикта XVI
У јулу 2008. године, на челу званичне делегације, посетио је Московску Патријаршију. На крају посете Москви, објављено је да је Кипарска црква одлучила да одбије позив да учествује у прославама посвећеним „1020. годишњици крштења Кијевске Русије“ крајем јула. 2008, чија је протоколарна страна организовања изазвала званично незадовољство Московске патријаршије. Дана 23. јула исте године, званични представник УПЦ-МП је изјавио да је одбијање учешћа у празничним догађајима Кипарске Цркве последица појаве „извесне напетости“ међу православним црквама у свету.
Он је 2009. године одобрио идеју о изградњи руске цркве Светог Николе у Лимасолу, за коју је Кипарска православна црква поклонила део земље.
Он је у мају 2011. године изразио забринутост због све већег утицаја Руске православне цркве у свеправославном свету, а такође је навео да би пето место у диптиху помесних цркава требало да заузме Кипарска црква, а не Московска патријаршија.
Док је био на челу Кипарске Цркве унапредио је црквени живот, посебно у сфери образовања. Основао је Богословски факултет Кипарске Цркве и осветио архитектонско и уметничко ремек дело – нови Саборни храм Светог апостола Варнаве у Никозији.
Архиепископ кипарски Хризостом II је умро 7. новембра 2022. године. 